# Arquidiócesis de Cotabato
La arquidiócesis de Cotabato (en latín: Archidioecesis Cotabatensis, en inglés: Roman Catholic Archdiocese of Cotabato y en cebuano: Artsidiyosesis sa Cotabato) es una circunscripción eclesiástica de la Iglesia católica en Filipinas. Se trata de una arquidiócesis latina, sede metropolitana de la provincia eclesiástica de Cotabato. Desde el 6 de noviembre de 2018 su arzobispo es Angelito Rendon Lampon, de los Misioneros Oblatos de María Inmaculada.

## Territorio y organización
La arquidiócesis tiene 9575 km² y extiende su jurisdicción sobre los fieles católicos de rito latino residentes en la islas de Mindanao en las provincias de: Maguindánao del Sur, Maguindánao del Norte (ambas en la región autónoma de Bangsamoro); Sultán Kudarat y Cotabato (ambas en la región de Mindanao Central).
La sede de la arquidiócesis se encuentra en la ciudad de Cotabato, en donde se halla la Catedral de la Inmaculada Concepción.
En 2021 en la arquidiócesis existían 33 parroquias.
La arquidiócesis tiene como sufragáneas a las diócesis de: Kidapawan y Marbel.

## Historia
La prelatura territorial de Cotabato y Sulu fue erigida el 11 de agosto de 1950 con la bula Quidquid in christifidelium del papa Pío XII, obteniendo el territorio de la diócesis de Zamboanga (hoy arquidiócesis de Zamboanga). Originalmente era sufragánea de la arquidiócesis de Cagayán de Oro.
El 28 de octubre de 1953 cedió una parte de su territorio para la erección de la prefectura apostólica de Sulu (hoy vicariato apostólico de Joló) mediante el decreto Quo melius de la Congregación Consistorial y al mismo tiempo asumió el nombre de prelatura territorial de Cotabato.
El 17 de diciembre de 1960 cedió otra porción de su territorio para la erección de la prelatura territorial de Marbel (hoy diócesis de Marbel) mediante la bula Quod praelaturae del papa Juan XXIII.
El 29 de junio de 1970 pasó a formar parte de la provincia eclesiástica de la arquidiócesis de Davao.
El 12 de junio de 1976 cedió otra porción de territorio para la erección de la prelatura territorial de Kidapawan (ahora diócesis de Kidapawan) mediante la bula Quas Venerabilis del papa Pablo VI. El mismo día, en virtud de la bula Episcoporum votis la prelatura territorial fue elevada a diócesis.
El 5 de noviembre de 1979 la diócesis fue elevada al rango de arquidiócesis metropolitana con la bula Sacrorum Antistites del papa Juan Pablo II.

## Estadísticas
De acuerdo al Anuario Pontificio 2022 la arquidiócesis tenía a fines de 2021 un total de 1 081 115 fieles bautizados.
| Año                                                                             | Población            | Población | Población      | Sacerdotes | Sacerdotes    | Sacerdotes    | Bautizados por sacerdote | Diáconos permanentes | Religiosos | Religiosos | Parroquias |
| Año                                                                             | Bautizados católicos | Total     | % de católicos | Total      | Clero secular | Clero regular | Bautizados por sacerdote | Diáconos permanentes | Varones    | Mujeres    | Parroquias |
| ------------------------------------------------------------------------------- | -------------------- | --------- | -------------- | ---------- | ------------- | ------------- | ------------------------ | -------------------- | ---------- | ---------- | ---------- |
| 1950                                                                            | 156 000              | 680 595   | 22.9           | 21         | 21            |               | 7428                     |                      | 25         | 14         | 12         |
| 1970                                                                            | 426 212              | 727 193   | 58.6           | 54         | 7             | 47            | 7892                     |                      | 62         | 120        | 26         |
| 1980                                                                            | 360 000              | 790 000   | 45.6           | 49         | 19            | 30            | 7346                     |                      | 66         | 93         | 24         |
| 1990                                                                            | 507 000              | 917 000   | 55.3           | 51         | 23            | 28            | 9941                     |                      | 87         | 102        | 30         |
| 1999                                                                            | 823 640              | 1 545 291 | 53.3           | 58         | 29            | 29            | 14 200                   |                      | 47         | 91         | 28         |
| 2000                                                                            | 902 029              | 1 591 769 | 56.7           | 64         | 34            | 30            | 14 094                   |                      | 46         | 222        | 28         |
| 2001                                                                            | 902 029              | 1 591 769 | 56.7           | 66         | 34            | 32            | 13 667                   |                      | 48         | 222        | 28         |
| 2002                                                                            | 902 029              | 1 591 769 | 56.7           | 65         | 35            | 30            | 13 877                   |                      | 47         | 222        | 28         |
| 2003                                                                            | 956 738              | 1 897 476 | 50.4           | 71         | 41            | 30            | 13 475                   |                      | 39         | 223        | 28         |
| 2004                                                                            | 823 640              | 1 809 618 | 45.5           | 71         | 39            | 32            | 11 600                   |                      | 40         | 127        | 28         |
| 2006                                                                            | 856 000              | 1 880 000 | 45.5           | 77         | 39            | 38            | 11 116                   |                      | 68         | 215        | 28         |
| 2013                                                                            | 951 000              | 2 088 000 | 45.5           | 85         | 41            | 44            | 11 188                   |                      | 113        | 505        | 31         |
| 2016                                                                            | 1 003 620            | 2 202 000 | 45.6           | 87         | 48            | 39            | 11 535                   |                      | 94         | 111        | 32         |
| 2019                                                                            | 1 052 000            | 2 308 300 | 45.6           | 79         | 47            | 32            | 13 316                   |                      | 60         | 108        | 32         |
| 2021                                                                            | 1 081 115            | 2 372 200 | 45.6           | 84         | 52            | 32            | 12 870                   |                      | 66         | 108        | 33         |
| Fuente: Catholic-Hierarchy, que a su vez toma los datos del Anuario Pontificio. |                      |           |                |            |               |               |                          |                      |            |            |            |

## Episcopologio
- Gérard Mongeau, O.M.I. † (27 de marzo de 1951-14 de marzo de 1980 retirado)
- Philip Francis Smith, O.M.I. † (14 de marzo de 1980 por sucesión-30 de mayo de 1998 retirado)
- Orlando Quevedo y Beltrán, O.M.I. (30 de mayo de 1998-6 de noviembre de 2018 retirado)
- Angelito Lampón y Rendón, O.M.I., desde el 6 de noviembre de 2018